# Требине (регион)
Регион Требине (на сръбски: Регија Требиње) е един от общо 7-те региона на Република Сръбска,  която е в състава на Босна и Херцеговина. Регион Требине е херцеговинската част от Република Сръбска, докато останалите региони са в Босна (област).
На практика регионът обхваща източната сръбска част на средновековна Херцеговина, с изключение на общините в състава на Черна гора, които са известни с името стара Херцеговина. На запад регионът се простира до долината на Неретва, а на юг - до дубровнишкия анклав на Хърватия.